# Cágaba
Cágaba (Kogi, Kogui, Koghi, Köggaba, Cogui, Coghui, Kagaba, Kaggaba), jedno od chibchanskih plemena, uže skupine Arhuaco, naseljeno na zapadnim padinama planina Sierra Nevada de Santa Marta u Kolumbiji. Populacija im iznosi između 4,000 i 6,000 (1996 SIL); prema drugima 12,000.
Cágabe su direktni potomci starih Tairona, koji su nekoć živjeli na području departmana Magdalena i La Guajira. Danas oni žive uglavnom od hortikulture. Kuće su im rađene od slame, okrugle i visokih strmih krovova stožastog oblika, poznate kao kankurua. Preferiraju ženidbu samo unuitar svoje zajednice, i ne miješaju se sa strancima i došljacima.